# Andreea Bibiri
Andreea Bibiri (n. 3 mai 1975, București) este o actriță de teatru, film și regizoare de teatru din România, care a absolvit Academia de Teatru și Film Ion Luca Caragiale din București în 1997, la clasa profesor Alexandru Repan. Este laureată de două ori a Premiului UNITER.

## Biografie
Andreea Bibiri a moștenit încă din copilărie o pasiune pentru film de la tatăl ei când, înainte de Revoluție, el se întorcea din numeroasele sale voiaje în străinatate cu noutăți în materie de muzică și film. La începutul anilor '90, sub influența filmelor și a culturii americane, Andreea pleacă în Statele Unite ale Americii pentru a-și continua studiile dar după o scurtă perioadă se întoarce in România cu scopul de a urma actoria. Un alt element determinant în alegerea profesiei a fost și eficacitatea teatrului românesc din acei ani.
În 1996 devine absolventă a Academiei de Teatru și Film Ion Luca Caragiale din București iar în același an, după câteva roluri în facultate, debutează la Teatrul Bulandra cu personajul Eleva din „Lecția” de Eugen Ionescu și cu prima ei apariție într-o producție cinematografică, filmul „Stare de fapt”.
În timp ce își intensifică activitatea pe scenă prin colaborarea cu mai multe teatre, în 1998 dublează în limba română vocea unui personaj din „Regele Leu 2: Regatul lui Simba”, acesta fiind doar primul dintr-o lungă serie de filme de animație.
În anul 2001 evoluează la Teatrul Bulandra cu rolul Sonia din „Unchiul Vanea” de Anton Cehov, unul din cele mai apreciate din cariera ei și pentru care este nominalizată la premiul UNITER pentru cea mai bună actriță, urmând câteva reprezentații de succes în cadrul unor festivaluri din Italia și Mexic. După 13 ani de la premieră spectacolul „Unchiul Vanea” este filmat și transmis la TVR2.
Sonia și Agafia din „Căsătoria” de Gogol din 2003 sunt rolurile cele mai longevive din cariera lui Andreea Bibiri, depășind 150 de reprezentații de-a lungul a peste un deceniu.
La Gala Tânărului Actor - "Hop" din august 2001 este premiată cu Premiul Timică pentru rolul din „Zi că-i bine” de Wil Calhoun.
În anul 2002 Andreea devine cunoscută unui public mai amplu datorită rolului Eva Antal din primul serial românesc „În familie” produs de Prima TV.
Înregistrează piese ce pot fi ascultate la Radio difuzate de Teatrul Național Radiofonic.
Pentru rolul din filmul artistic „Damen Tango” este premiată cu premiul UARF acordat de Uniunea Autorilor și Realizatorilor de Film din România.
Cu ocazia Galei UNITER 2005 obține Premiul pentru cea mai bună actriță în rol secundar din spectacolul „Shape of things (Forma lucrurilor)” de Neil LaBute.
Anul următor, după a zecea aniversare de la debut, este readusă în atenția publicului de televiziune de primul ei personaj negativ: Silvia Damian din telenovela „Daria, iubirea mea” de pe canalul Acasă TV.
Câștigă în 2007 Premiul UNITER pentru Cea mai bună actriță pentru rolul Grace din spectacolul „Purificare” regizat de Andrei Șerban la Teatrul Național din Cluj.
În bieniul 2010-2012 devine Ruxandra, o soție cu probleme în căsnicie, în cele două sezoane din serialul „În derivă”, primul realizat de HBO în România despre psihoterapie.
Filmul comedie „Despre oameni și melci”, coproducție româno-franceză ambientată în 1992 la Câmpulung-Muscel și produs de Tudor Giurgiu în 2012, obține premii speciale la Festivalurile Internaționale de Film de la Napoli, Varșovia, Valladolid, Los Angeles și Sankt Petersburg. În distribuție Andreea Bibiri este din nou partenera lui Andi Vasluianu alături de care a jucat în prima ei piesă de teatru în urmă cu 20 de ani.
A inițiat un Laborator de Teatru pentru profesioniști la Teatrul Bulandra în perioada 2010-2012.
În anul 2013 Andreea începe o nouă etapă a carierei sale: debutează ca regizoare cu spectacolele „Shot sau Comedia relațiilor” de Theresa Rebeck și „Moș Crăciun e o jigodie” iar după un an se dedică pentru prima dată teatrului de improvizație în cadrul spectacolelor „Comedy Show” de la Teatrul La Scenă.
În 2015 a inaugurat un Curs de Teatru destinat non-actorilor împreună cu coregrafa Carmen Coțofană.
Anul 2016 este plin de proiecte pentru Andreea Bibiri. Filmează din nou pentru TVR 2 la piesa „Livada de vișini” de Cehov regizat de Alexndru Lustig.
După 21 de ani de carieră joacă în primul ei spectacol one-woman show la Teatrul de Artă din București în regia lui Daniel Grigore-Simion. Este vorba de „O femeie singură” scris de Dario Fo și Franca Rame.
Andreea Bibiri a fost căsătorită cu regizorul Alexandru Berceanu în perioada 2003-2010. Are două fete, Ivona și Sașa. Sora sa, Raluca Bibiri, este producător la TVR și lector universitar la CESI (Centrul de Excelență în Studiul Imaginii).

## Roluri în piese de teatru

### Teatrul Bulandra
- 1995 - Eleva - „Lecția” de Eugene Ionesco, regia Vlad Massaci
- 1996 - Vecina - „Ultimele știri” de Adrian Dohotaru, regia Mara Pașici
- 1997 - Principesa Adelma - „Turandot” de Carlo Gozzi, regia Cătălina Buzoianu
- 1998 - Crina - „Trandafirii roșii” de Zaharia Bârsan, regia Vlad Massaci
- 1998 - Tânara D'Holbach - „Libertinul” de Éric-Emmanuel Schmitt, regia Alexandru Tocilescu
- 1999 - Goneril - „Regele Lear” de William Shakespeare, regia Dragoș Galgoțiu
- 2001 - Fata în plus - „Există nervi” de Marin Sorescu, regia Șerban Puiu
- 2001 - Sonia Aleksandrovna - „Unchiul Vanea” de Anton Cehov, regia Yuri Kordonsky
- 2003 - Agafia Tihonovna - „Căsătoria” de Nikolai Gogol, regia Yuri Kordonsky
- 2004 - Punami II - „Punami” de Ștefan Peca, regia Alexandru Berceanu
- 2005 - Frida - „Henric al IV-lea” de Luigi Pirandello, regia Liviu Ciulei
- 2005 - Fata vitregă - „Șase personaje în căutarea unui autor” de Luigi Pirandello, regia Liviu Ciulei
- 2008 - Edgar - „Lear” de William Shakespeare, regia Andrei Șerban
- 2011 - Mama - „Îngropați-mă pe după plintă” de Pavel Sanaev, regia Yuri Kordonsky
- 2012 - Marlene - „Top girls” de Caryl Churchill, regia Alexandru Berceanu
- 2016 -Lady Macbeth - „Macbeth” de William Shakespeare, regia Michael Docekal
- 2020 - Antigona - „Antigona” de Sofocle, regia Stathis Livathinos
- 2022 - Beth - „Cina cu prieteni” de Donald Margulies, regia Cristi Juncu
- 2024 - Femeia - „Portugalia” de Zoltan Egressy, regia Attila Beres

### Teatrul Național Radiofonic
- 2004 - Prințesa - „Alb-negru sau trista poveste a prințesei din cel mai mic regat” de Irina Soare, regia Mihai Lungeanu
- 2004 - „Ferma de struți” de Olga Delia Mateescu, regia Dan Puican
- 2004 - Mariana - „Tartuffe” de Molière, regia Ion Vova
- 2004 - „Jurământul” - de Dan Tărchilă, regia Vasile Manta
- 2005 - Gerda - „Pelicanul” de August Strindberg, regia Dan Puican
- 2005 - Ea - „Pragul” de Alexandru Uiuiu, regia Gavril Pinte
- 2006 - Agafia - „Căsătoria” de Nikolai Gogol, regia Dan Puican
- 2007 - Lina - „Proceduri de reglementare a diferențelor” de Dimitris Dimitriadis, regia Cezarina Udrescu
- 2008 - Sașa - „Platonov, un Hamlet de provincie” de Anton Cehov, regia Dan Puican
- 2009 - „Ambasadorul și ambasadoarea” de Vasile Manta, regia Cezarina Udrescu
- 2013 - Ilinca - „Iarna cărților noastre” de Ana Boariu, regia Ana Boariu

### Teatrul Luni de la Green Hours
- 2001 - Sandy - „Zi că-i bine” de Wil Calhoun, regia Florin Piersic, Jr.
- 2004 - Betty - „Preludiu prelungit” de Frederick Stroppel, regia Alexandru Berceanu
- 2005 - Fata - „America știe tot” de Nicole Duțu, regia Radu Afrim
- 2005 - Mio - „România 21” de Ștefan Peca, regia Ștefan Peca
- 2008 - Masha - „Concreții” de Vladimir Sorokin, regia Alexandru Mihăescu
- 2009 - Lisa - „Undo '90” de Frederick Stroppel & Andreea Bibiri, regia Radu Apostol
- 2011 - Victor - „Noi 4” de Lia Bugnar, regia Dorina Chiriac
- 2012 - Olga - „Moscova-Atena” de Evdokimos Tsolakidis, regia Adriana Zaharia
- 2013 - Lorna, Kate, Kay, Liza - „Shot sau Comedia relațiilor” de Theresa Rebeck, regia Andreea Bibiri

### Alte teatre
- 1997 - Femeia C - „Trei femei înalte” de Edward Albee, regia Vlad Massaci, Teatrul de Comedie (București)
- 1997 - Pegeen Mike -„Năzdrăvanul Occidentului” de John Millington Synge, regia Nona Ciobanu, Teatrul Național (București)
- 2003 - Sara cea mică - „Fata de pe canapea” de Jon Fosse, regia Iulian Suman, Teatrul Act (București)
- 2004 - Jenny - „Shape of things (Forma lucrurilor)” de Neil LaBute, regia Vlad Massaci, Teatrul Act (București)
- 2006 - Grace - „Purificare” de Sarah Kane, regia Andrei Șerban, Teatrul Național Lucian Blaga (Cluj Napoca)
- 2006 - Nina Zarecinaia - „Pescărușul” de Anton Cehov, regia Andrei Șerban, Teatrul Național Radu Stanca (Sibiu)
- 2012 - Flori - „Io te-am făcut, Io te omor” de Bianca Andreea Lupu, regia Sorin Poamă & Vera Ion, Teatrul de Artă (București)
- 2013 - Josette - „Moș Crăciun e o jigodie” de "Le Splendid" & Oana Tudor, regia Andreea Bibiri, Godot Cafe-Teatru / Teatrul La Scena (București)
- 2014 - Ea - „Cremă de zahăr ars. Astăzi îi spunem dragoste” de Iris Spiridon, regia Iris Spiridon, Godot Cafe-Teatru (București)
- 2014 - Diverse personaje - „Comedy Show” (Teatru de improvizație), Teatrul La Scena (București)
- 2016 - Maria - „O femeie singură” de Dario Fo & Franca Rame, regia Daniel Grigore-Simion, Teatrul de Artă (București)
- 2017 - Soția - „O relatie deschisa” de Dario Fo si Franca Rame, regia Ana Ioana Macaria, Teatrul de arta Bucuresti
- 2019 - Mama - ”Ea și numai ea” de Andrei Ivanov, regia Alexandru Mazgareanu, Teatru Act (București)

### Roluri în facultate
- Rosalinda - „Cum vă place” de William Shakespeare
- Marina - „Bădaranii” de Carlo Goldoni
- Ioana - „Delirul” de Marin Preda
- Logodnica - „Nunta însângerată” de Federico García Lorca

## Roluri în film și televiziune

### Filmografie
- 1995 - Stare de fapt, regia Stere Gulea - secretară de platou
- 1999 - Reportera TV - „Fii cu ochii pe fericire”, regia Alexandru Maftei
- 2001 - Balerina - „Vertiges”, regia Gerard Cuq
- 2003 -Irina - Niki Ardelean, colonel în rezervă , regia Lucian Pintilie
- 2004 - Corina - „Damen Tango”, regia Dinu Tănase[11]
- 2006 - Lăcrămioara - „Iubire cu pumnul”, regia Ana Mărgineanu
- 2006 - Irina - „Și totul era nimic...”, regia Cristina Nichitus
- 2006 - Miruna - „Răzbunarea”, regia Adrian Sitaru
- 2006 - Vânzătoare rochii de mireasă - „Offset”, regia Didi Danquart
- 2012 - Ana - „Despre oameni și melci”, regia Tudor Giurgiu [12]
- 2014 - Mama - „De ce au dispărut dinozaurii”, regia Mihai Ghiță
- 2018 - Tita - „Morometii 2”, regia Stere Gulea
- 2019 - Tipa - „Mo”, regia Radu Dragomir
- 2022 - Prezicatoarea - „Love Sorry”, regia Yura Luncașu
- 2022 - Mama - „ Metronom”, regia Alexandru Belc
- 2023 - Mama - „Anywhere”, regia Florian Ghimpu
- 2024 - Tita - ”Moromeții 3” , regia Stere Gulea

### Seriale
- 2001 - Balerina - „Vertiges (Mauvais présage)”
- 2002 - Eva Antal - „În familie”, regia Adrian Sitaru, Radu Jude, Cosmina Popescu, Olga Avramov (Prima TV)
- 2006 - Silvia Damian - „Daria, iubirea mea”, regia Alex Fotea (Acasă TV)
- 2006 - Lăcrămioara - „ Iubire cu pumnul”, regia Ana Margineanu
- 2009 - Mama - „Doctori de mame”, regia Peter Kerek (Acasă TV)
- 2010 - Ruxandra - „În derivă”, regia Adrian Sitaru & Titus Muntean (HBO România)
- 2012 - Ruxandra - „În derivă II”, regia Adrian Sitaru & Titus Muntean (HBO România)
- 2015 - Ileana Corbu - „Lecții de viață”, regia Titus Scurt (Pro TV)
- 2019- 2020 - Emilia Vulpe - „Mangalita”, regia George Dogaru
- 2023 - Aurica Barbu - „Iubirea și dragostea” (Antena 1) mama Victoriei.

### Teatru TV
- 2014 - Sonia Aleksandrovna - „Unchiul Vanea” de Anton Cehov, regia Yuri Kordonsky (TVR 2)
- 2016 - Varia - „Livada de vișini” de Anton Cehov, regia Alexandru Lustig (TVR 2)

### Film documentar
- 2005 - „Neuitate personaje” realizat de George Banu & Dominic Dembinski
- 2009 - „Fratelui meu din exil” realizat de Ana Boariu

## Regie

### Teatru
- 2013 - „Shot sau Comedia relațiilor” de Theresa Rebeck
- 2013 - „Moș Crăciun e o jigodie” de "Le Splendid" & Oana Tudor

## Dublaj la desene animate și filme
- 2006 - Chip - „Chip și Dale”
- 2009 - Chip - „Clubul lui Mickey Mouse”
- 2010 - Chip - „Să râdem cu Mickey!”

## Premii
- 2001 - Premiul Timică la Gala Tânărului Actor - "Hop" pentru rolul Sandy din „Zi că-i bine” de Wil Calhoun
- 2002 - Nominalizare la premiul UNITER pentru cea mai bună actriță din spectacolele „Unchiul Vanea” și „Zi că-i bine” [13]
- 2004 - Premiul UARF (Uniunea Autorilor si Realizatorilor de Film din România) pentru debut pentru rolul interpretat în filmul artistic „Damen Tango”
- 2005 - Premiul UNITER pentru cea mai bună actriță în rol secundar din spectacolul „Shape of things (Forma lucrurilor)” [14]
- 2007 - Premiul UNITER pentru cea mai bună actriță în rol principal din spectacolul „Purificare” [15]